# Sint-Theresiakerk (Bredene)

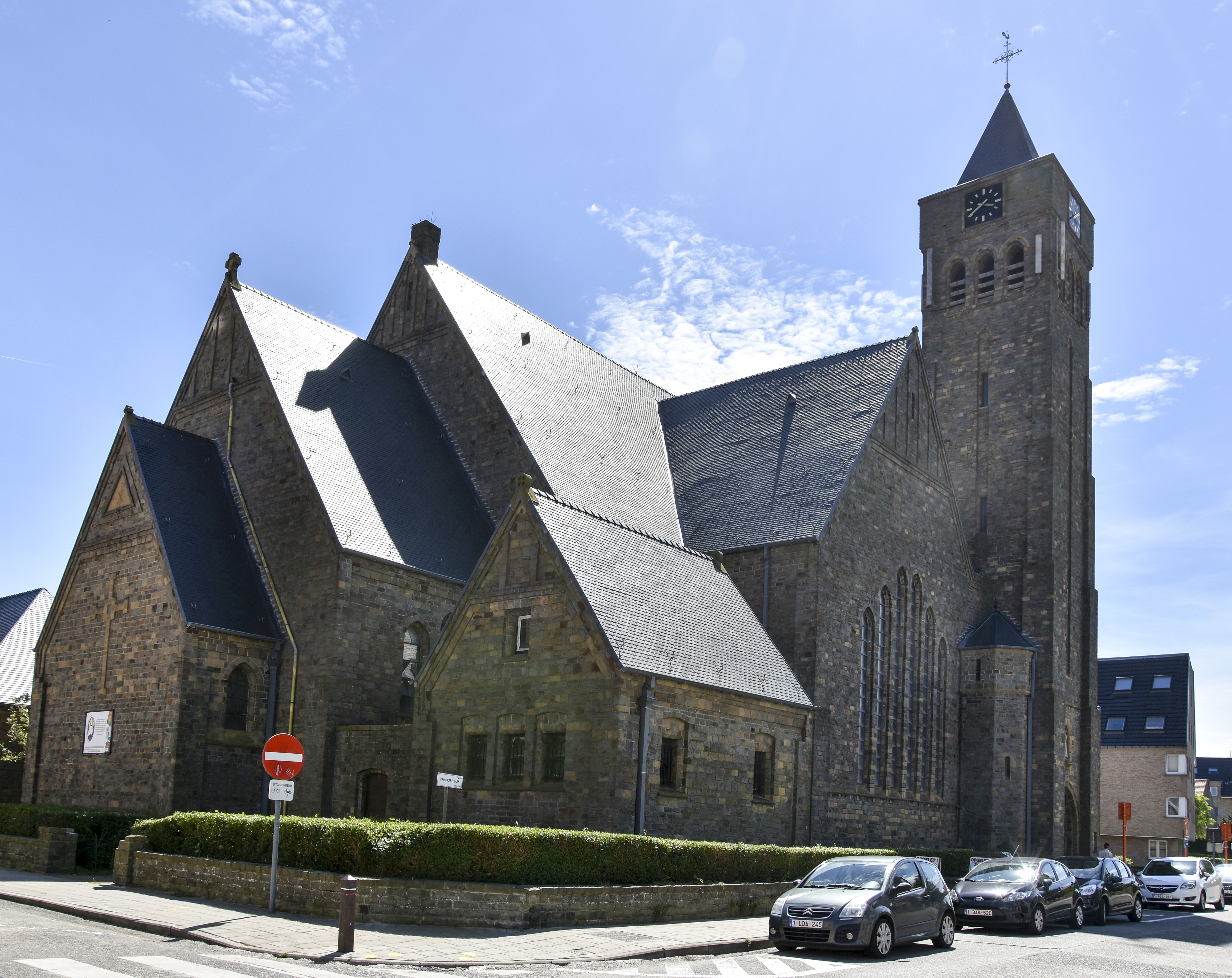
Sint-Theresiakerk

De Sint-Theresiakerk is een kerkgebouw in de West-Vlaamse plaats Bredene, gelegen aan de Hendrik Consciencelaan in de wijk Bredene-Duinen.

## Geschiedenis
In 1926 werd een noodkerk in gebruik genomen, als hulpkerk van de Sint-Rikiersparochie. In 1936 werd de Sint-Theresiaparochie gesticht en in 1939 werd met de bouw van de kerk begonnen. De bouw werd echter gehinderd door de Tweede Wereldoorlog, en wat er reeds voltooid was werd zwaar beschadigd. In 1945 begon men weer met de bouw en in 1946 kwam de kerk gereed, om in 1947 plechtig te worden ingezegend.

## Gebouw
De kerk is een ontwerp van Antoine Dugardyn, en bestaat uit een betonnen skelet dat met natuursteen bekleed werd. De kerk is gebouwd in historiserende stijl met neoromaanse en neogotische elementen. De kerk heeft een zeer hoog zadeldak en een zware toren met steunberen tegen de noordgevel aangebouwd.

## Interieur
De kerk bezit een 18e-eeuws schilderij, voorstellende de Calvarie met Maria Magdalena. Dit wordt toegeschreven aan Gaspar de Crayer. Het eind-19e-eeuwse neogotisch koorgestoelte is afkomstig van de Sint-Petrus-en-Pauluskerk te Oostende.

## Galerij

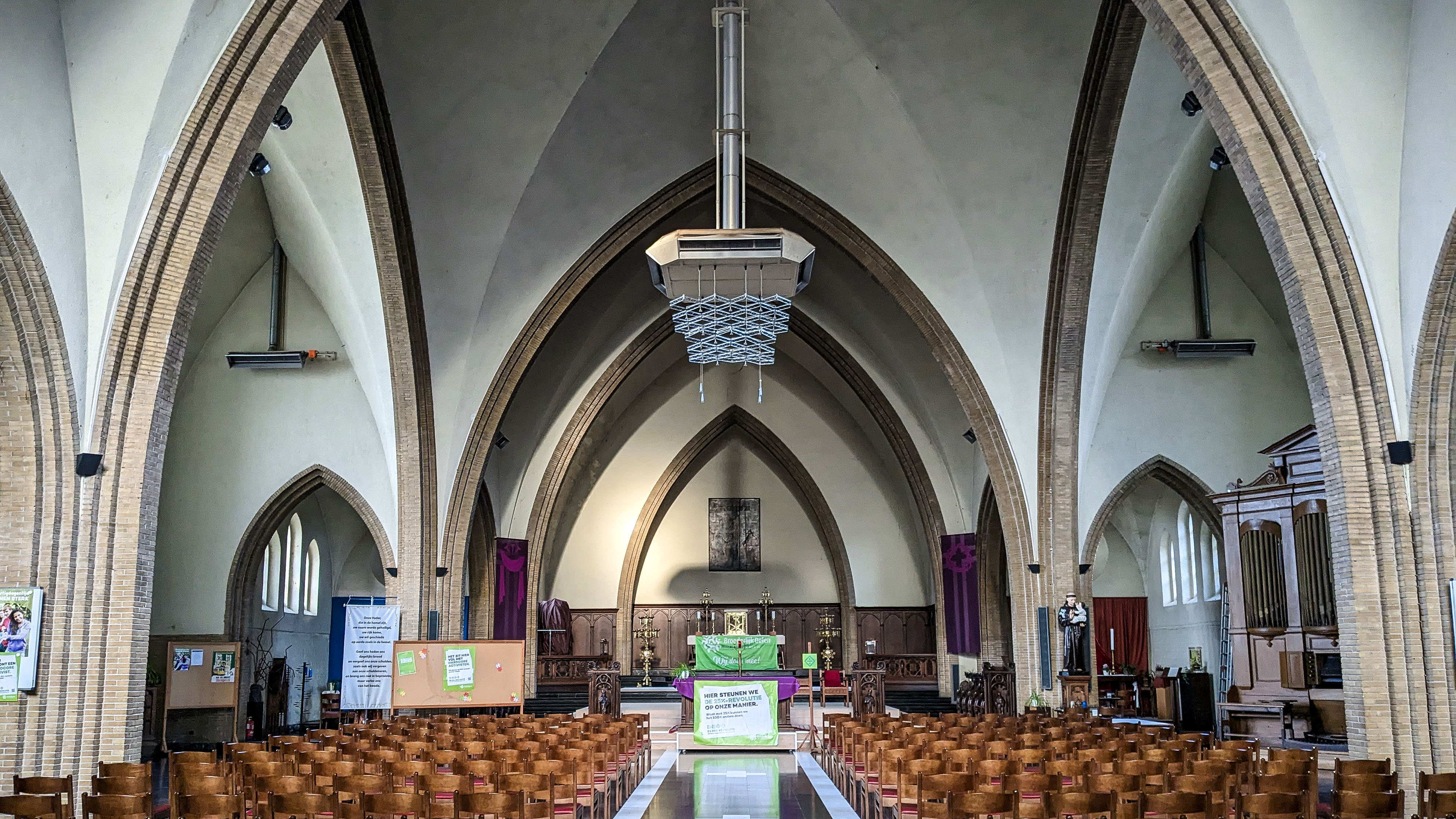
Schip en koor
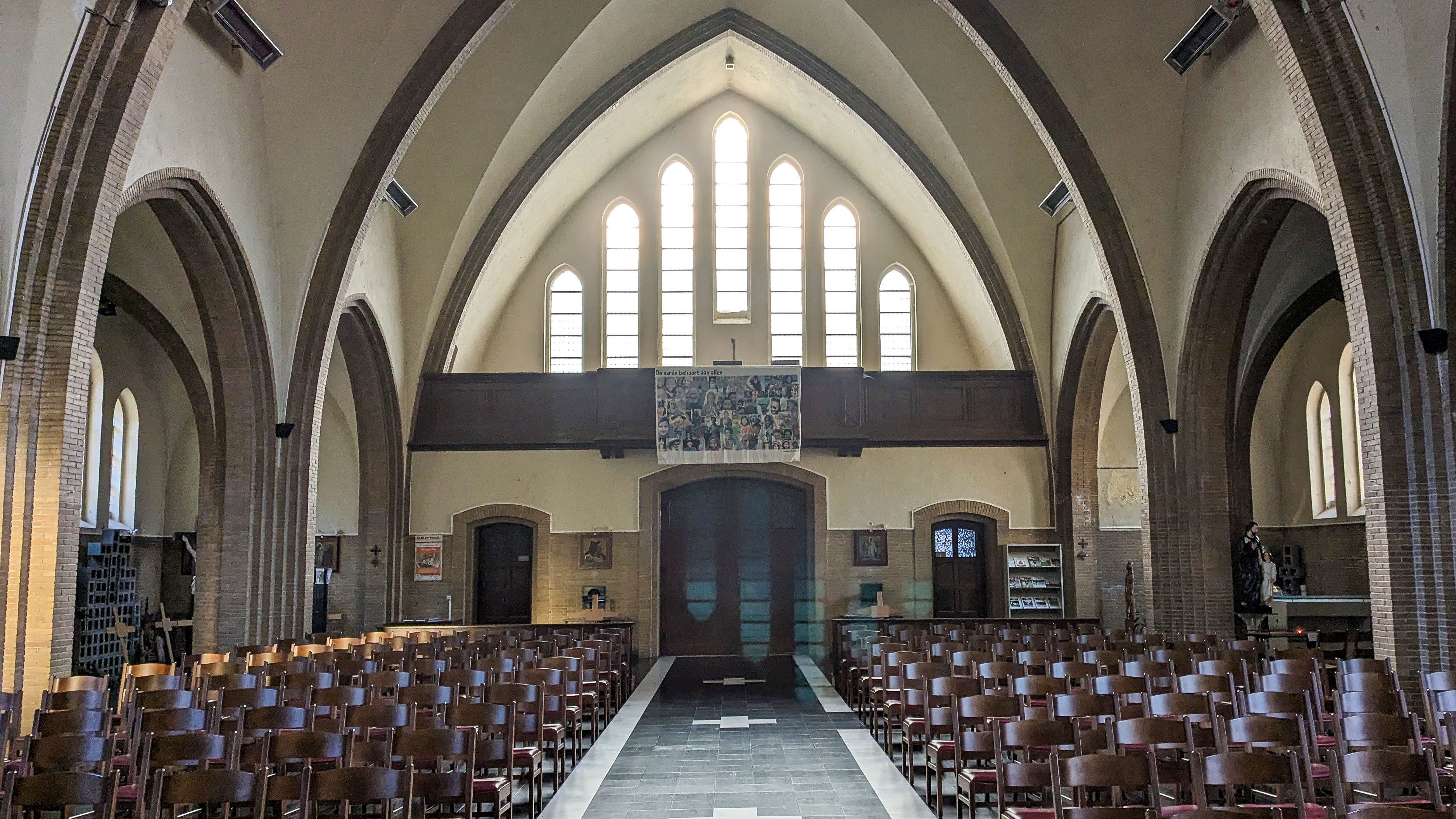
Achterzijde schip